# Forte Amesterdã (Curaçau)

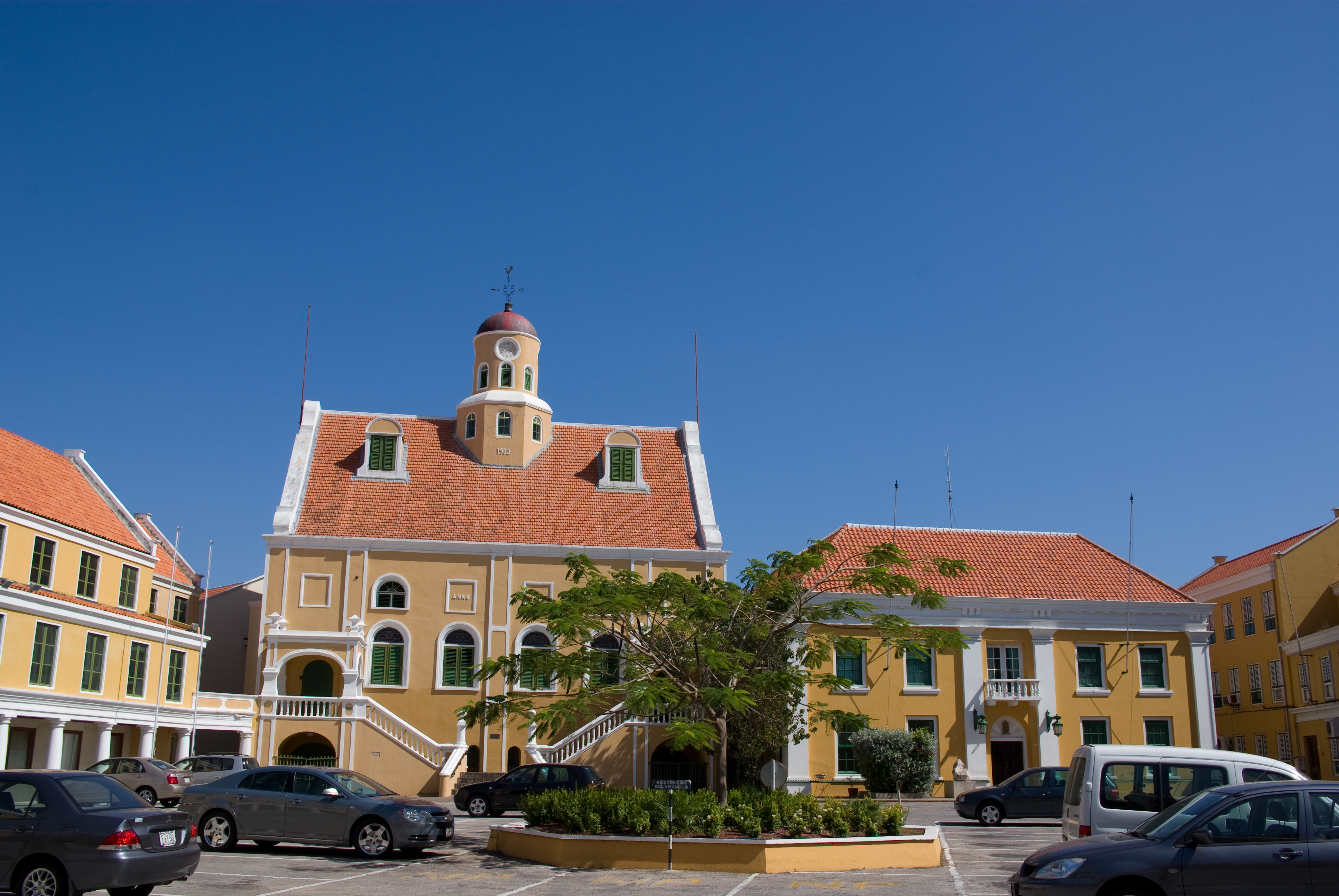
Forte Amesterdã e a Igreja Protestante Unida de Willemstad

Forte Amesterdã é um forte localizado em Willemstad, Curaçau. Foi construído em 1634 pela Companhia Neerlandesa das Índias Ocidentais e serviu não apenas como forte militar, mas também como quartel-general da companhia. Atualmente é a sede do governo e governador de Curaçau. O forte recebeu o nome da câmara de Amesterdã do e era considerado o principal dos oito fortes da ilha no século XVII.

## Historia
Na década de 1630, a Companhia Neerlandesa das Índias Ocidentais estava procurando um novo posto avançado no Caribe. A empresa mirou Curaçau, então uma possessão espanhola. Em 1634, o almirante neerlandês, Johannes van Walbeeck, junto com 200 soldados, desembarcaram na ilha e lutaram contra as 32 tropas espanholas, que se renderam em 21 de agosto de 1634, após resistirem por três semanas.
Van Walbeeck ordenou a construção de um forte na foz da baía de Santa Ana. Soldados neerlandeses e escravos angolanos construíram o forte, que desde o início se tornou a sede do DWIC. As condições no forte eram ruins, devido à falta de água potável e alimentos. A maioria da população foi morar no forte, com a cidade de Willemstad crescendo fora dele.